# Hubert Hudson
Huberht Taylor Hudson (también conocido como Hubert Hudson, 17 de septiembre de 1886 - 15 de junio de 1942), fue un explorador y oficial de navegación en la Marina Británica que participó en la Expedición Imperial Transantártica de Ernest Shackleton a la Antártida, misión que aspiraba ser la primera en atravesar por tierra dicho continente. La expedición no consiguió cumplir su principal propósito de recorrer 2900 kilómetros, pero es recordada como una historia épica de supervivencia. Hudson logró volver de la misión para servir a su país en las dos guerras mundiales.
Tras unirse a la expedición, Hudson se ganó el sobrenombre de "Buda", cuando el resto de la tripulación lo engañó con éxito para que se vistiera con poco más que una sábana para una supuesta fiesta de disfraces en la estación ballenera de Georgia del Sur.
Durante la expedición, Hudson fue famoso por su capacidad de atrapar pingüinos, que la tripulación comía como fuente de alimento mientras estaba atrapada en el hielo. También se sabe que hacia el final de la expedición, Hudson sufrió un severo colapso mental, posiblemente debido a una lesión en sus glúteos. Su enfermedad causó que Frank Wild, segundo al mando, se preocupara por su vida. Sin embargo, Hudson finalmente recuperó su salud y pudo continuar con lo que quedaba de la expedición.
A su regreso de la expedición, Hudson participó en la Primera Guerra Mundial como marino. Más tarde también participó en la Segunda Guerra Mundial como Comodoro de la Royal Navy Reserve Convoy. Hudson murió el 15 de junio de 1942 en el convoy HG84 cuando su barco, el buque mercante PELAYO, fue torpedeado por el U552.